# Groupe d'ESO 85-38
Le groupe d'ESO 85-38 est un trio de galaxies situées dans la constellation de la Dorade. La distance moyenne entre ce groupe et la Voie lactée est d'environ 73,0 Mpc (∼238 millions d'al). 

## Membres
Le tableau ci-dessous liste les 3 galaxies du trio indiquées dans l'article de A.M. Garcia paru en 1993. 
| Nom       | Class.       | Type                  | α (J2000.0)   | δ (J2000.0)  | Vitesse radiale (km/s) | m          | Distance (Mpc) | Diamètre (kal) |
| --------- | ------------ | --------------------- | ------------- | ------------ | ---------------------- | ---------- | -------------- | -------------- |
| NGC 1706  | SA(rs)ab     | Spirale               | 04h 52m 31.0s | -62° 59′ 09″ | 4889 ± 26              | 12,6       | 72,5 ± 5,1     | 165            |
| NGC 1771  | SAB(r)c?     | Spirale intermédiaire | 04h 58m 55.7s | -63° 17′ 54″ | 5021 ± 10              | 13,4       | 74,5 ± 5,2     | 136            |
| ESO 85-38 | (R')SB(rs)b? | Spirale barrée        | 05h 04m 19.2s | -63° 34′ 56″ | 4848 ± 10              | 11,85 ± 5% | 72,0 ± 5,0     | 110            |

Le site DeepskyLog permet de trouver aisément les constellations des galaxies mentionnées dans ce tableau ou si elles ne s'y trouvent pas, l'outil du site constellation permet de le faire à l'aide des coordonnées de la galaxie. Sauf indication contraire, les données proviennent du site NASA/IPAC. 